# Sitajara (distrito)
Sitajara é um distrito peruano localizado na província de Tarata, região de Tacna. Sua capital é a cidade de Sitajara.

## Transporte
O distrito de Sitajara é servido pela seguinte rodovia:
- TA-103, que liga o distrito de Candarave à cidade de Tarata[2][3][4]